# Óláfr Þórðarson
Óláfr Þórðarson (1210-1259) fue un escaldo e historiador de Islandia, también conocido como Óláfr hvítaskáld («poeta blanco») en contraste con otro escaldo contemporáneo llamado Óláfr svartaskáld («poeta negro»). Pertenecía al clan familiar de los Sturlungar. Óláfr era sobrino por parte paterna de Snorri Sturluson y dedicó su juventud al estudio en el hogar de su tío, su obra más afamada es el Tercer tratado gramatical.
Tras la muerte de su padre Þórður Sturluson, viajó a Noruega y estuvo al servicio del rey Haakon IV y Skule Bårdsson antes de partir hacia Dinamarca para servir a Valdemar II de Dinamarca en 1240–1241, quien ofreció al autor de la saga valiosa y abundante información para su trabajo. Es probable que también visitase a Erico XI Eriksson de Suecia. En 1240 sirvió como huscarle de Haakon IV y participó en la batalla de Oslo. 
De regreso a Islandia, fue elegido lagman en dos ocasiones, la primera entre 1248 a 1250 y la segunda en 1252. Compuso poemas sobre los reyes escandinavos que, en parte, se conservan en la saga Knýtlinga.
Óláfr era hermano del historiador Sturla Þórðarson.